# Beaumont Hill
Beaumont Hill är en kulle i Antarktis. Den ligger i Västantarktis. Argentina, Chile och Storbritannien gör anspråk på området. Toppen på Beaumont Hill är 217 meter över havet.
Terrängen runt Beaumont Hill är huvudsakligen kuperad, men norrut är den platt. Havet är nära Beaumont Hill åt nordväst. Trakten är obefolkad. Det finns inga samhällen i närheten. 